# Leptepania schuhi
Leptepania schuhi là một loài bọ cánh cứng trong họ Cerambycidae.